# Podranka dlouhoplodá

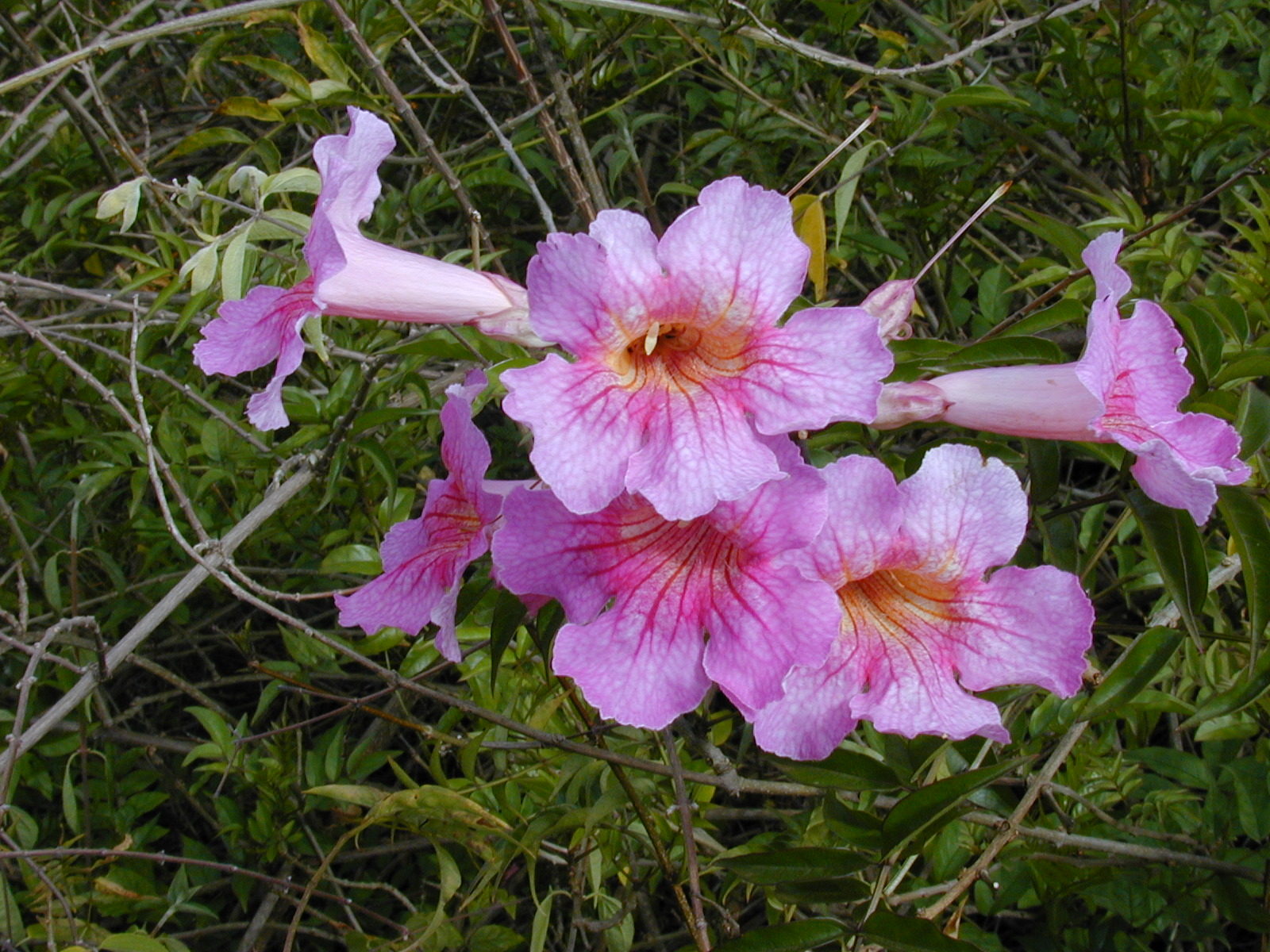
Květenství podranky dlouhoplodé

Podranka dlouhoplodá (Podranea ricasoliana) je subtropická, popínavá, keřovitá, velkokvětá rostlina, jeden ze dvou druhů rodu podranka. Tyto druhy se od sebe velmi těžko odlišují, dělí je pouze velikost listů a chlupy rostoucími na květech. Vědecké jméno rodu Podranea je přesmyčkou rodu Pandorea, ve kterém byl původně klasifikován.

## Rozšíření
Rostlina pravděpodobně pochází z provincie Východní Kapsko v Jihoafrické republice a v současnosti je pěstována v okrasných zahradách subtropického pásu téměř po celém světě. Druh je vysazován nejen v jižní Africe, ale i v Austrálii, jihovýchodní Asii, Americe i v okolí Středozemního moře. Je také oblíbenou rostlinou severněji položených botanických zahrad, kde bývá přes zimu pěstován ve vytápěných sklenících.

## Ekologie
Tato rychle rostoucí rostlina vyžaduje pro svůj start hodně světla, tepla, vláhy, propustnou půdu s dostatkem živin a ochranu proti chladu. Starší, zakořeněná rostlina je tolerantní k velkému teplu, slunečnímu úpalu, větru i dlouhému období sucha, krátkodobě přežívá i slabý suchý mráz (zóna 9).

## Popis
Vytrvalá, stálezelená, popínavá, široce keřovitá rostlina s čtyřhrannými, lysými větvemi bez úponků, které mohou být až 10 m dlouhé. Pokud má oporu roste po ní, jinak vytváří husté křoviny vysoké okolo 3 m. Větve jsou porostlé lichozpeřenými listy až 25 cm dlouhými, které mají až 11 párů řapíkatých, vejčitých až kopinatých lístků 2 až 5 cm velkých. Lístky jsou lysé, na svrchní straně tmavěji zelené než na spodní, po obvodě pilovité a na vrcholu obvykle špičaté.
Květy jsou uspořádané do až 40 cm dlouhých, vztyčených, řídkých, koncových latnatých květenství na vrcholech nových větviček. Oboupohlavné, pětičetné, stopkaté, voňavé květy jsou lysé a bývají až 8 cm velké. Mají 2 cm dlouhý, bělavý, nafouklý, zvonkovitý kalich s trojúhelníkovitými laloky na vrcholech zašpičatělých. Zvonkovitá koruna je růžová s mírně červenými pruhy a má trubku asi 5 cm dlouhou. Ve své domovině květy vykvétají po celé léto (listopad až březen), opylovány jsou hmyzem či drobnými ptáky slétajícími se pro nektar.
Plodem je dlouhá, úzká a rovná kožovitá tobolka. Bývá dlouhá až 40 cm a obsahuje hnědá, plochá, vejčitá semena, která jsou i s křidélky 3 cm dlouhá.

## Rozmnožování
Rostlina se může rozmnožovat poměrně snadno a to pohlavně (semeny) nebo vegetativně řízkováním či kopčením.
Semena se vysévají do hrubého písku na jaře nebo v létě, vyklíčí do tři až čtyř týdnů a hrnkují se až s párem pravých listů; asi 50 % semen je sterilních. Na řízky se používají polovyzrálé větvičky, po zasazení do vlhkého substrátu za šest týdnu zakoření a za dalších šest týdnů se přesazují. Při kopčení se ohne rostoucí stonek k zemi a přihrne se hlínou, jen vrchol se nechá vyčnívat a místo se udržuje vlhké; v místech spících oček stonek zakoření. Mimo to se rostlina samovolně rozšiřuje rozrůstáním kořenových odboček.

## Využití
Podranka dlouhoplodá se pro lesklé listy a velká květenství často vysazuje jako okrasná rostlina do zahrad a parků. Aby mohla plně ukázat svou krásu, potřebuje vysokou stěnu nebo konstrukci po které se může pnout. Vysazuje se také jako půdokryvná rostlina na březích, kde svými hustými kořeny chrání půdu před vodní erozi.
Před výsadbou nutno mít na paměti, že se jedná o bujnou rostlinu která doroste až na střechu domu, přeroste i podroste plot k sousedům a rychle tam zakoření, případně svou váhou poškodí konstrukci po které se pne. Protože květy vyrůstají na nových větvičkách, je nutno pro podporu kvetení rostlinu pravidelně v zimě nebo brzy z jara prořezávat.

## Galerie

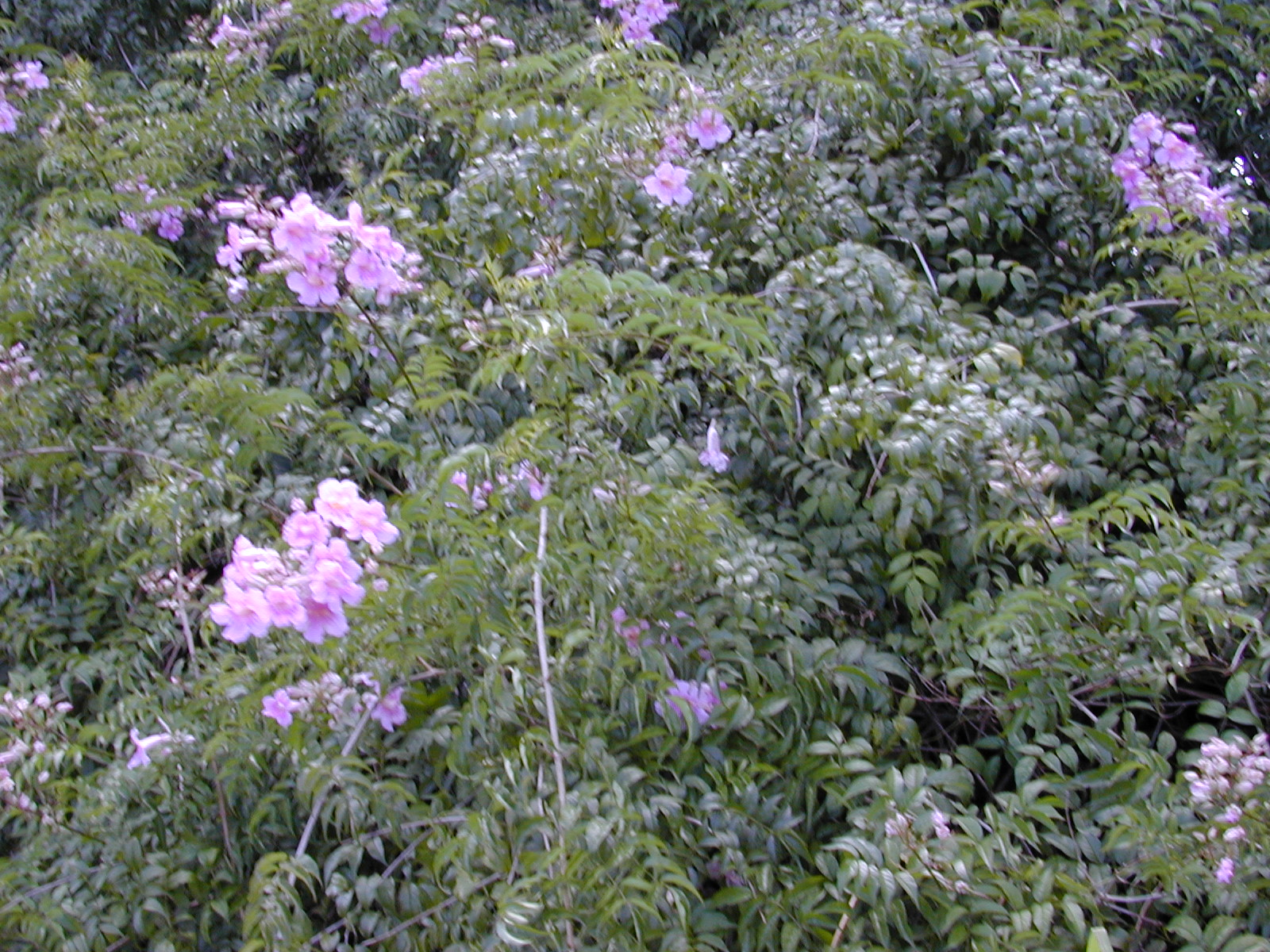
Hustý porost
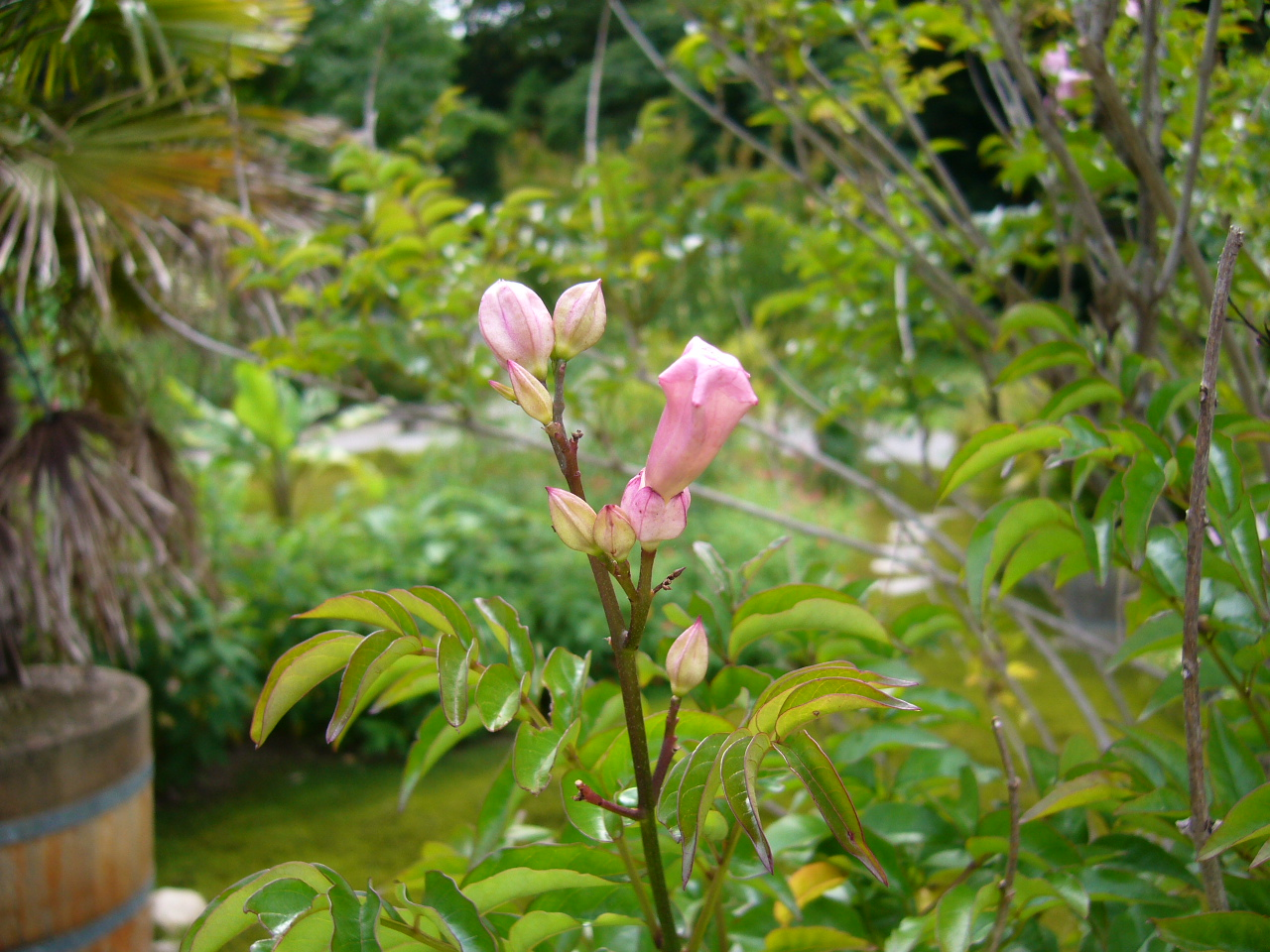
Květní pupeny
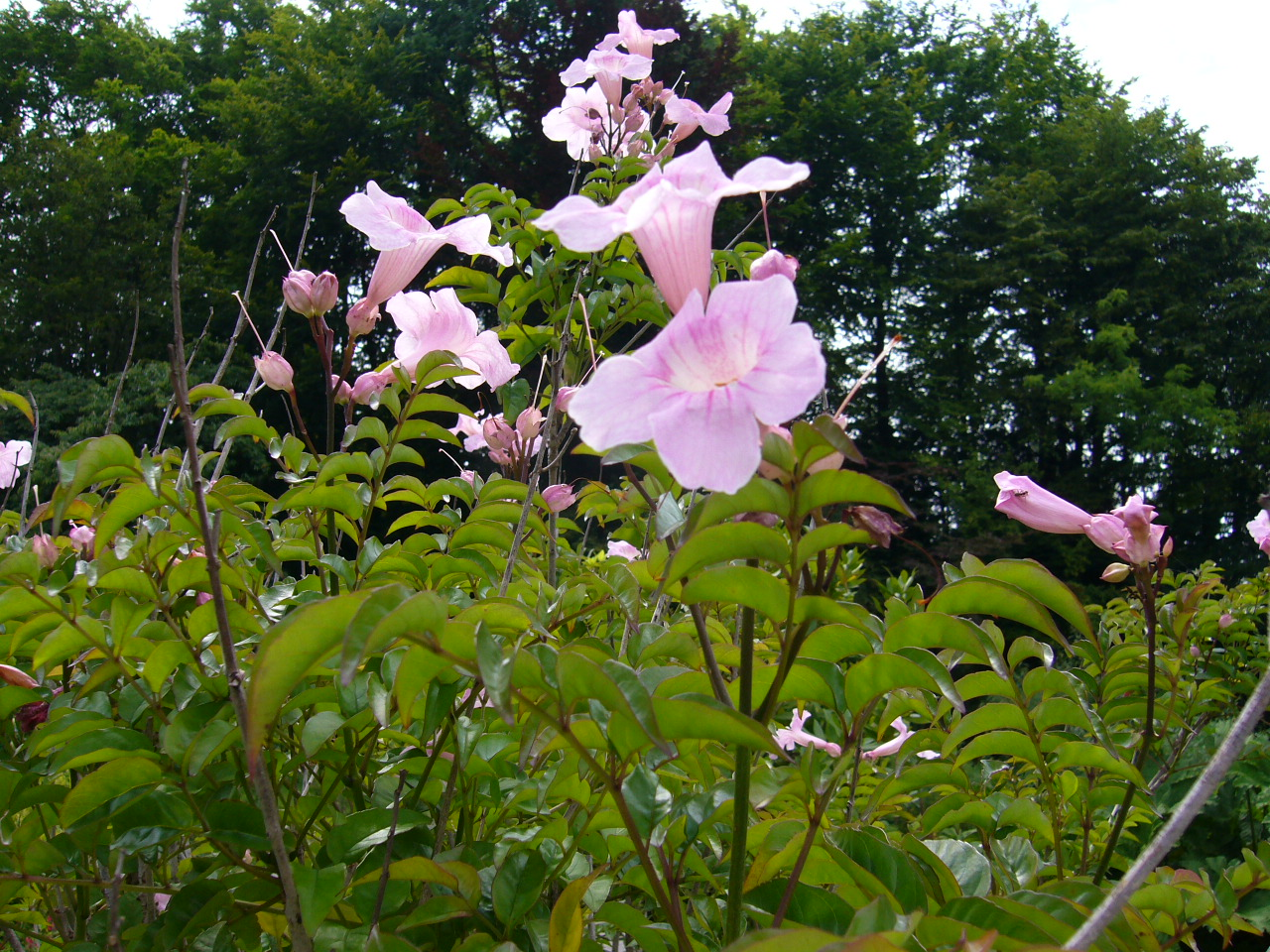
Listy a květy